# Empresa transnacional

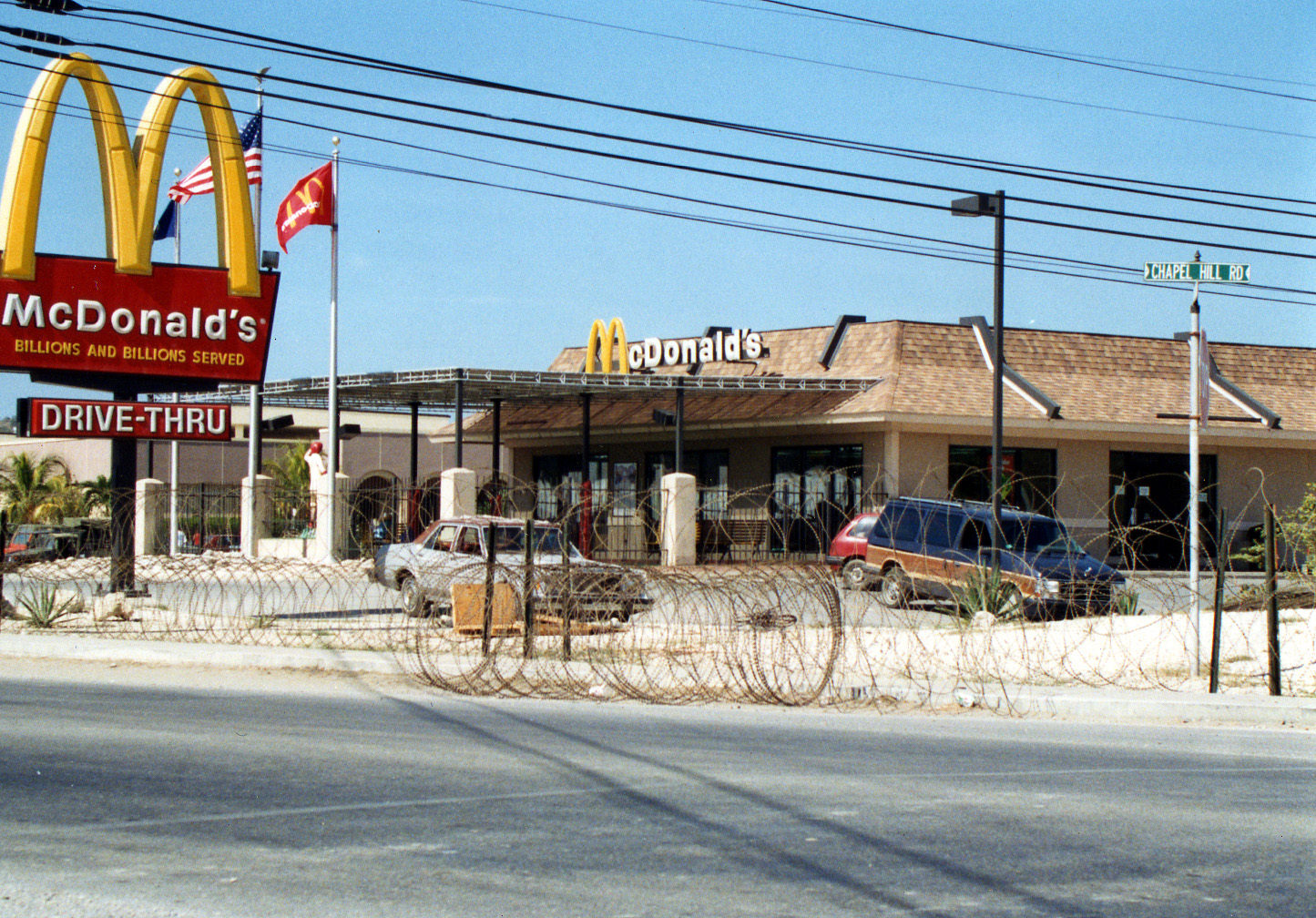
Restaurante McDonald's em Guantánamo, em Cuba: exemplo de multinacional integrada horizontalmente. Abaixo, expansão cronológica da McDonald's:

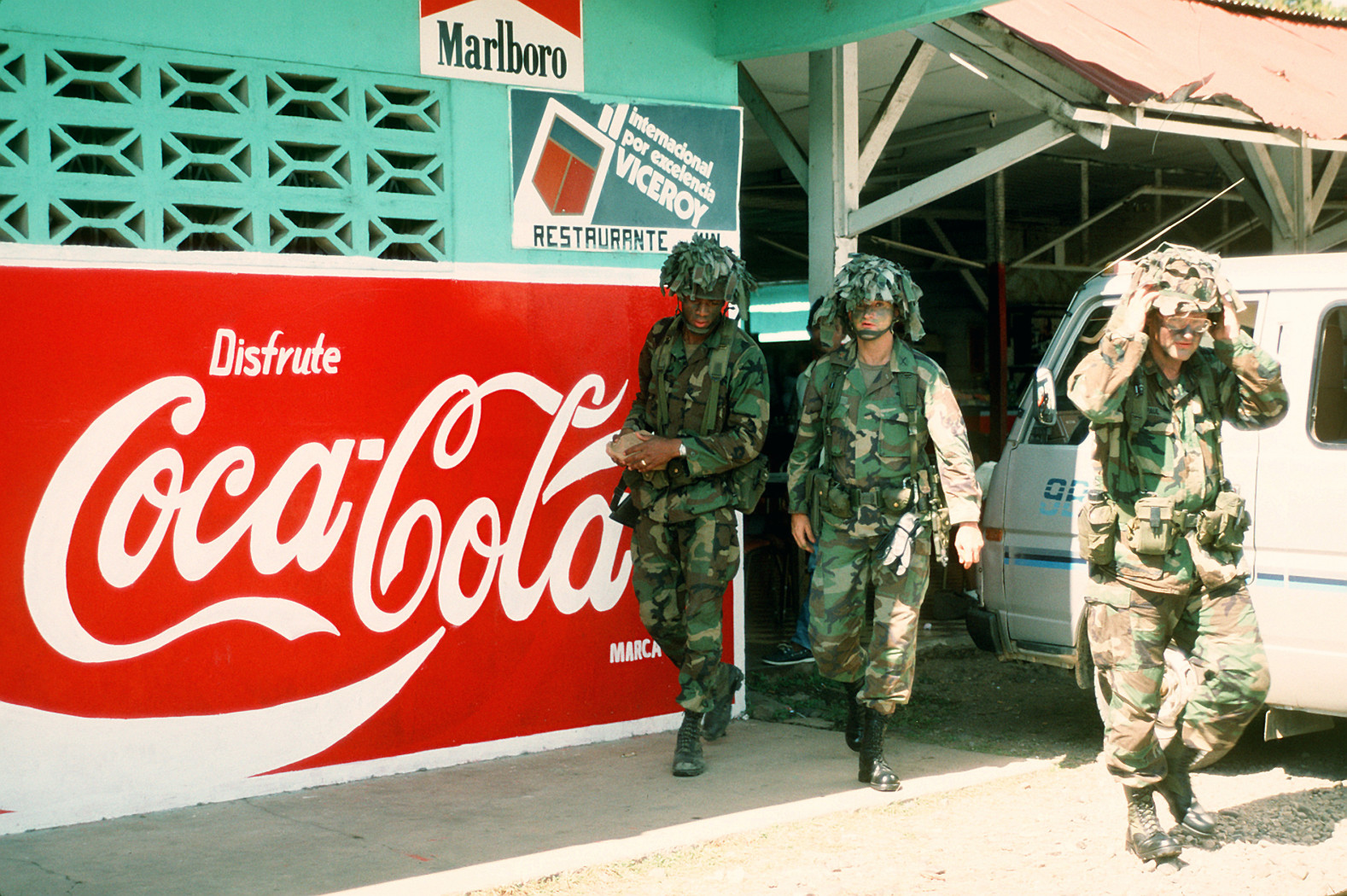
Anúncio da Coca-Cola com soldados americanos no Panamá: exemplo de multinacional integrada verticalmente. Abaixo, consumo anual de Coca-Cola:

Multinacionais ou transnacionais são empresas com atividades que se realizam entre diferentes nações. Apesar de as empresas internacionais atuarem em vários países, elas possuem uma única sede.
O termo multinacional remete ao trabalho do economista norte-americano David Lilienthal, buscando enfatizar sua natureza apátrida. Entretanto, a literatura especializada aponta que essas organizações econômicas possuem pátria definida, a despeito da facilidade com que atravessam o espaço nacional, devendo ser, mais propriamente, caracterizadas como transnacionais.
Nesses termos, a empresa transnacional vem sendo definida atualmente como um tipo de firma que detém o poder de coordenar e controlar operações em mais de um país, independentemente de possuir a propriedade dessas atividades.

## Conceito
1. Comum: empresas transnacionais são organizações econômicas que desenvolvem suas atividades em mais de dois países.[5]
2. Econômica: empresas que são proprietárias de instalações de produção ou de prestação de serviços em mais de um país.
3. Social: empresas transnacionais representam um mecanismo pelo qual as práticas organizacionais são transferidas e replicadas de um país para o outro.
4. Jurídica: transnacional é o grupo de organizações econômicas que operam sob a mesma direção ou controle acionário, e cujos membros estão sujeitos às leis de mais de um país.[6]

## História
A origem histórica das empresas multinacionais remonta ao processo de colonização e de expansão imperialista dos países da Europa Ocidental, iniciado no começo do século XVI, com protagonismo da Inglaterra e Holanda. Durante este período, diversas empresas, como a famosa Companhia Holandesa das Índias Orientais, foram criadas para realizar a comercialização de bens oriundos do Extremo Oriente, da África e das Américas.
Todavia, a estruturação das empresas transnacionais como conhecemos hoje surgiu apenas no século XIX, com o advento do capitalismo industrial e o desenvolvimento no sistema fabril, baseado na mecanização intensiva da produção, no desenvolvimento de melhores técnicas de estocagem e na criação de meios de transporte mais rápidos.
Nas duas primeiras décadas após a Segunda Guerra Mundial, as empresas internacionais norte-americanas dominaram o investimento estrangeiro, enquanto as corporações europeias e japonesas passaram a desempenhar um papel cada vez maior nesse cenário. Na década de 1950, os bancos americanos, europeus e japoneses começaram a investir enormes somas de dinheiro na indústria, encorajando fusões corporativas e promovendo a concentração do capital. Além disso, os grandes avanços tecnológicos no transporte marítimo e aéreo, bem como a informatização e a facilitação dos meios de comunicação propiciaram que as empresas internacionais investissem cada vez mais em outros países e no comércio internacional, o que resultou na sua rápida internacionalização. Enquanto isso, os novos recursos publicitários ajudaram a garantir uma parcela maior do mercado consumidor às empresas internacionais, ultrapassando os limites territoriais dos países de origem das empresas com a instalação de filiais em outros países em busca de mercado consumidor, energia, matéria-prima e mão de obra. Dentro do contexto atual da globalização, é muito comum que essas empresas produzam cada parte de um produto em países diferentes, com o objetivo de reduzir custos de produção. Portanto, essas empresas possuem influência que transcende a economia, pois elas interferem em governos e nas relações internacionais. Atualmente, estima-se que existam em funcionamento cerca de 50 mil empresas transnacionais, muitas originadas de países desenvolvidos, porém existem ainda corporações oriundas de países emergentes como Brasil, Coreia do Sul, Índia e México.
Todas estas tendências foram determinantes para a consolidação do sistema oligopolista das empresas transnacionais e na assunção do papel central destas empresas no comércio global, de uma forma nunca antes vista. Nesse sentido, se em 1906, havia duas ou três empresas líderes, com ativos que giravam na cada dos 500 milhões de dólares estadunidenses, em 1971 havia 333 empresas deste tipo, sendo que um terço destas apresentava ativos na casa de pelo menos 1 bilhão de dólares estadunidenses. Aliás, neste período, cerca de 70 a 80 % do comércio mundial era controlado e realizado por empresas transnacionais.
Ao longo do último quarto do século XX, evidenciamos uma maciça proliferação de transnacionais. Se em 1970, havia cerca de 7 000 empresas transnacionais com controle acionário, atualmente esse número saltou para 38 000, sendo que 90 por cento delas possuem sede nos países ricos e industrializados e controlam mais de 207 000 filiais estrangeiras.
Desde o início da década de 1990, as vendas globais destas filiais têm superando as exportações comerciais como principal veículo de fornecimento de bens e serviços aos mercados estrangeiros.
A prosperidade das empresas transnacionais é impressionante, pois a maior parcela dentre as 100 maiores empresas do mundo é composta exatamente por estas empresas. Em 1992, as 100 maiores companhias detinham ativos que giravam por volta dos 3,4 trilhões de dólares estadunidenses, dos quais cerca de 1,3 trilhão eram mantidos fora dos seus países de origem. Além disso, as 100 maiores empresas transnacionais também representam cerca de um terço do investimento estrangeiro direto (IED) de seus países de origem. Desde meados da década de 1980, tem havido um grande aumento no investimento direto estrangeiro das empresas transnacionais. Ademais, entre 1988 e 1993, o estoque mundial de IED – que é uma medida da capacidade produtiva das empresas transnacionais fora dos seus países de origem - cresceu de 1,1 para 2,1 trilhões de dólares estadunidenses em valor estimado.
Em relação aos países menos industrializados, também nota-se um grande aumento no investimento estrangeiro realizado pelas empresas transnacionais, desde meados da década de 1980. Tal investimento, em conjunto com empréstimos bancários privados, cresceu de forma muito mais acentuada do que as ações estatais para o desenvolvimento nacional ou do que os empréstimos bancários multilaterais – aqueles realizados por instituições internacionais como o Fundo Monetário Internacional, o Banco Mundial ou os bancos de desenvolvimento regionais. Os governos dos países em desenvolvimento, sobrecarregados pelas dívidas, pela baixa no preço das comódites, pelo ajustamento estrutural e pelo desemprego, têm visto as empresas transnacionais, nas palavras da revista britânica The Economist, como "a personificação da modernidade e da perspectiva de riqueza, cheias de tecnologia, ricas em capital e repletas de postos de trabalho qualificados".
Como resultado, observa-se, ainda, a tendência dos governos dos países em desenvolvimento de tentar atrair cada vez mais o investimento das empresas transnacionais por meio da liberação das restrições ao investimento e pela privatização das empresas estatais. Em compensação, as empresas transnacionais veem os países menos industrializados não apenas sob o aspecto de potencial aumento de seu mercado consumidor, mas também como alternativa produtiva em razão dos custos operacionais mais baixos, menores salários e menor regulação ambiental e de saúde que estes países apresentam.

## Relação Estado x empresas transnacionais
Na segunda metade do século XX, ficou clara a relação conflituosa entre empresas multinacionais e o Estado. De um lado, existe o interesse estatal de gerar crescimento econômico, trazer investimento internacional, avanços tecnológicos, empregos e outros benefícios da atuação de empresas mundiais. Por outro lado, existe a questão da exploração de recursos naturais nacionais, da remessa de lucros para a matriz e de minar o desenvolvimento de empresas nacionais nascentes.
Por serem mundiais, essas empresas conseguem comparar as características de cada país e analisar a relação de custo-benefício de cada localidade, podendo até barganhar com os governos a instalação de unidades, obtendo condições especiais para atuar. Esse fato gera uma contradição em que existe um favorecimento das maiores empresas em detrimento de pequenos negócios, levando-os a uma concorrência.

## Controle internacional sobre as empresas multinacionais
A regulamentação das empresas multinacionais no plano internacional é tema de crescente interesse. A lógica das empresas multinacionais é a da maximização do lucro, orientando seus investimentos pela busca de oportunidades de expansão comercial, aliada à segurança jurídica propiciada pela existência de regras contratuais claras e respeitadas por um sistema jurídico eficaz. Já o Estado, tem de competir no cenário internacional para atrair os investimentos estrangeiros para seu território, mesmo que isso implique em fazer concessões passíveis de atingir o mercado interno, o qual o Estado também deve proteger.
Enquanto os países desenvolvidos buscam a moralização de determinadas condutas das empresas transnacionais, o estabelecimento de condições de igualdade de concorrência e uma legislação simplificada e fundada no direito internacional, em substituição das diversas legislações locais, os países em desenvolvimento buscam reequilibrar as desigualdades existentes entre as empresas multinacionais e as empresas locais, além de também possuírem interesse na moralização das condutas dessas empresas.
Na década de 1970, a Organização das Nações Unidas chegou a definir, entre suas prioridades, o desenvolvimento de um código de conduta internacional para grandes corporações, bem como lançou a Comissão e o Centro de Empresas Transnacionais. Mas a oposição das grandes potências e lóbis corporativos levou a que, anos depois, ambos os casos fossem desmantelados e que a legislação nunca chegasse a ser concretizada. Em seu lugar, no final dos anos 1990, surgiram a responsabilidade social corporativa (RSC) e o Pacto Global, símbolos de como o discurso oficial da ONU evoluiu de lógica da obrigatoriedade para a filosofia da voluntariedade.
Em 1976, a Organização para a Cooperação e Desenvolvimento Económico (OCDE) emitiu a "Declaração da Organização para a Cooperação e o Desenvolvimento Econômico sobre Investimento Internacional e Empresas Multinacionais", da qual fazem parte as "Diretrizes para Empresas Multinacionais". Tais diretrizes descrevem o comportamento esperado pelas multinacionais e recomendações para uma conduta empresarial responsável em diversas questões sociais e ambientais. O documento foi aderido pelo Brasil em 1997, sendo reafirmado em junho de 2000 ao final da revisão do documento.
As decisões da OCDE têm sido bastante prestigiadas, tanto por contar com um mecanismo de reexame periódico, que permite avaliar a eficácia da regulamentação, quanto por possuir um sistema de esclarecimento, que fornece as explicações necessárias para uma correta interpretação desses textos.
Desde 1970, quando surgiram diversas revelações acerca de propinas, comissões e outros pagamentos ilícitos e, especialmente depois que os tribunais começaram impor a legislação antitruste em vigor (caso Lockheed, por exemplo), alguns Estados têm exigido, das empresas transnacionais, maior transparência (disclosure). A prática do disclosure obedece aos princípios da chamada "boa governança corporativa".
A prática de transparência não se relaciona somente à pretensão punitiva do Estado em relação aos potenciais casos de corrupção, indo além.

### No Brasil
No Brasil, cabe, à CVM (Comissão de Valores Mobiliários), estatuir o conteúdo mínimo de informações que devem ser disponibilizadas pelas companhias ofertantes de valores mobiliários, principalmente sobre sua situação econômica, financeira e patrimonial.
O Brasil regulamenta a atuação das empresas multinacionais a partir das diretrizes da OCDE para a atuação de empresas multinacionais, que visam a  assegurar que as operações dessas empresas estejam em harmonia com as políticas governamentais, fortalecer a base da confiança mútua entre as empresas e as sociedades onde operam, ajudar a melhorar o clima do investimento estrangeiro e aumentar a contribuição das empresas multinacionais para o desenvolvimento sustentável.
A lei que regulamenta a remessa de lucros no Brasil é a Lei 4 131, de 1962.
Algumas das principais empresas transnacionais brasileiras são a Petrobras, a Embraer S.A., a Vale S.A., a Gerdau S.A., a Novonor (antiga Odebrecht), a Mover Participações (antigo Grupo Camargo Corrêa), a Votorantim S.A. e a JBS-Swift Foods Company.